# Собор святого Володимира (Калгарі)

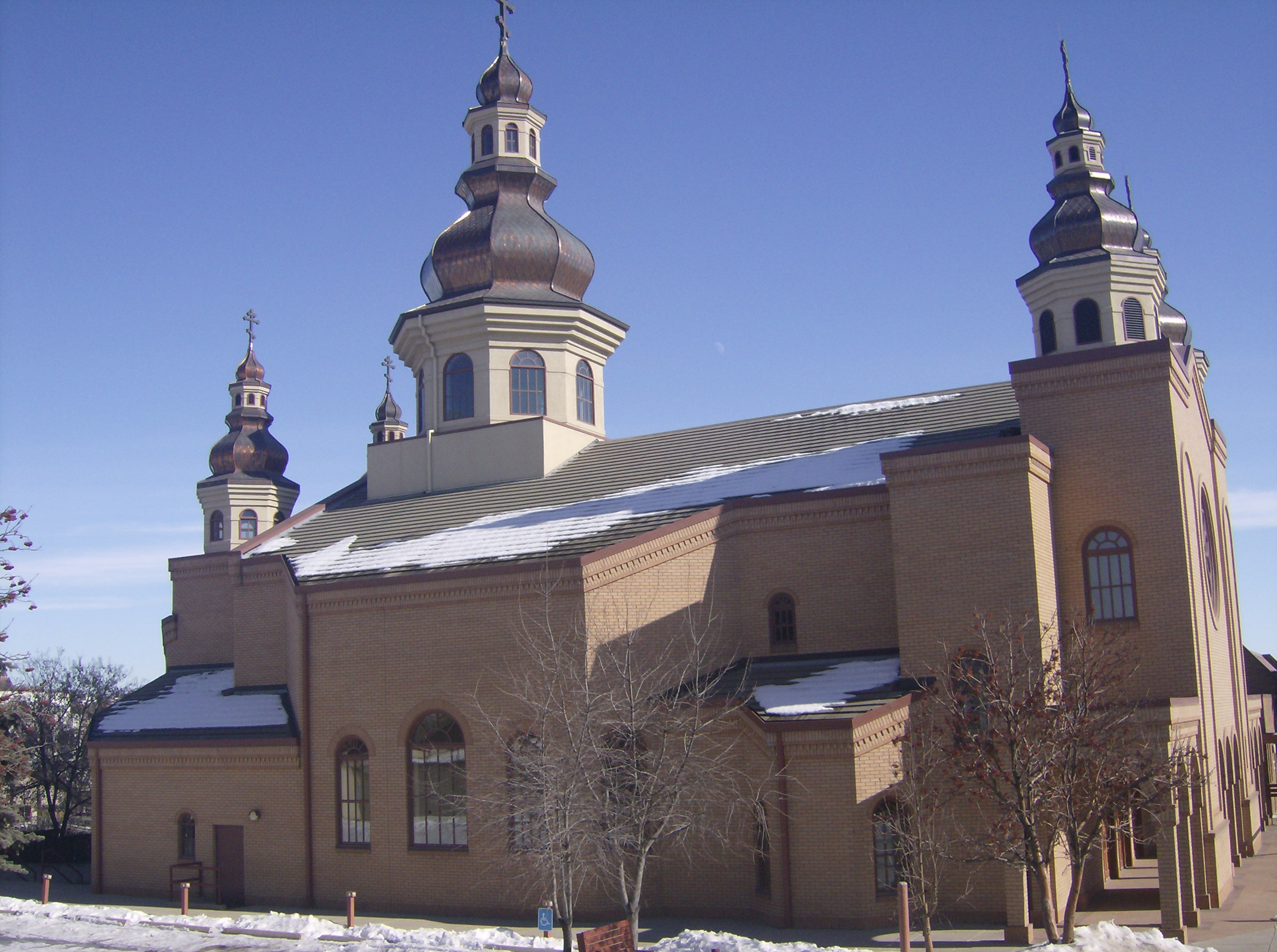
Собор святого Володимира

Собор святого Володимира — це собор УПЦК у місті Калгарі провінції Альберта.

## Історія
Будівля та її місцевість мають символічну цінність для калгарців українського походження, групи, яка становить приблизно 7,1% населення міста. Район Брідленд-Ріверсайд, до якого він прилягає, був важливим центром українського поселення та громадського життя на початку двадцятого століття в Калгарі. Оригінальна будівля конгрегації стояла на місці нинішньої церкви у 1938-85 роках. (Цей храм постраждав від пожежі в 1976 році.) Купольний план будівлі, іконостас (вівтарна ширма), ручний розпис ікон та інші елементи мають символічну цінність через вираження української традиції та православної віри. Головний купол зображує Ісуса Христа, а чотири менших купола зображують чотирьох євангелістів.
Будівля має інституційну цінність для української православної громади Калгарі, оскільки є домом для громади Української Православної Церкви Святого Володимира. Заснована в 1929 році, це перша в місті і на сьогодні єдина парафія цієї конфесії. Як установа, церква пов’язана з сусіднім культурним центром, який включає соціальні, культурні та освітні функції. Українська бібліотека центру є однією з найбільших за межами України. 

## Архітектура
Будівля має цінність, що проявляється у її стилі, дизайні та конструкції. Візантійське відродження (східноєвропейське) — традиційний архітектурний стиль, пов’язаний з українськими православними храмами. Домінуючою особливістю зовнішнього дизайну є бані (куполи), покриті міддю, які створюють вражаючий силует горизонту. Внутрішні стіни виступають як полотно для дуже обширної і традиційної іконографії. Виконані ремісниками, ці елементи ручного розпису є рідкісними прикладами майстерності та будівельних технік, які також є частиною традиції церковного будівництва.

## Адреса
404 Meredith Rd NE, Calgary, AB T2E 5A6